# Marta, a Árvore e o Relógio
Marta, a Árvore e o Relógio é uma antologia de peças teatrais brasileiras escritas por Jorge Andrade e publicado em 1970 pela Editora Perspectiva. A coleção integra 10 obras escritas ao longo das décadas de 1950 e 1960 pelo dramaturgo paulista, Jorge Andrade, as peças compõem um dos ciclos de história planejado pelo autor, o único que foi publicado. As obras teatrais utilizam-se elementos da História do Brasil para contar a formação da sociedade paulista entre os séculos XVII e XX, passando pelo Ciclo do ouro, Ciclo do café até o Ciclo Industrial.

## O Ciclo
As peças que compõem a antologia, representam um ciclo histórico planejado por Jorge Andrade sobre a História do Brasil. As peças teatrais publicadas na antologia são, por ordem que se apresentam na publicação:
- As Confrarias
- Pedreira das Almas
- A Moratória
- O Telescópio
- Vereda da Salvação
- Senhora na Boca do Lixo
- A Escada
- Os Ossos do Barão
- Rasto Atrás
- O Sumidouro